# Venda
Pour les articles homonymes, voir Venda (homonymie).
Cette page contient des caractères et des mots en venda comme ḓ. En cas de problème, consultez l’article venda (langue) ou testez votre navigateur.
1973–1979
(autonome)
1979–1994
(indépendant)
Entités précédentes :
- Afrique du Sud

Entités suivantes :
- Afrique du Sud

Le Venda (Venḓa en venda) était un bantoustan situé dans l'ancienne province du Transvaal d'Afrique du Sud, aujourd'hui dans le Limpopo.
Le Venda a été un État d'abord autonome puis indépendant non reconnu de 1979 à 1994 dans le cadre du régime d'apartheid. Il regroupait principalement des Africains de l'ethnie Venda.

## Histoire
En 1962, l'Autorité territoriale de Thohoyandou est créée avec pour chef-lieu Sibasa. Elle est renommée le 20 juin 1969 en Autorité territoriale du Venda.
Le 1er février 1973, l'autonomie est accordée et le 13 septembre 1979, l'indépendance est déclarée. La capitale déménage alors de Sibasa à Thohoyandou. Le premier président du Venda était Patrick Mphephu, également chef de l'ethnie Venda. Sa priorité politique est d'assurer une continuité territoriale entre les deux enclaves du Venda.
Le 5 avril 1990, le régime de Patrick Mphephu est renversé par le coup d'État de Gabriel Ramushwana qui impose sa dictature militaire pratiquement jusqu'à la réintégration du Venda dans la nouvelle province sud-africaine du Limpopo le 27 avril 1994.

## Géographie

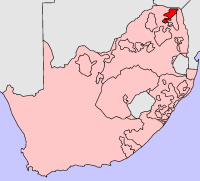
Le Venda en rouge vif en Afrique du Sud (en rose).

Le Venda se situait dans le nord de l'Afrique du Sud. Ses limites septentrionales longeaient presque les rives du fleuve Limpopo marquant la frontière avec le Zimbabwe et son territoire était non loin du Mozambique. Composé de deux enclaves, il comportait à son flanc Sud-Est le bantoustan du Gazankulu.
Le Venda était une région de collines verdoyantes et de lacs.

## Politique
Le parlement est formé d'une assemblée nationale composée de 92 membres (45 élus et 47 nommés parmi les chefs locaux).
Le seul parti du Venda était le National Party of Venda (ou NPV), créé en 1986 et interdit en 1990.
L'armée comptait environ 1 800 hommes en 1993.

### Liste des chefs d'État du Venda
- Autorité territoriale du VhaVenda
  - Patrick Mphephu (chef du conseil) (NPV) : d'octobre 1969 au 1er février 1973
- Venda (autonome)
  - Patrick Mphephu (ministre en chef) (NPV) : du 1er février 1973 au 13 septembre 1979
- Venda (indépendant)
  - Patrick Mphephu (président) (NPV) : du 13 septembre 1979 au 17 avril 1988
  - Frank Ravele (président) (NPV) : du 17 avril 1988 au 5 avril 1990
  - Gabriel Ramushwana (président du Conseil de l'Unité Nationale) : du 5 avril 1990 au 25 janvier 1994
  - Tshamano G. Ramabulana (président du Conseil de l'Unité Nationale) : du 25 janvier 1994 au 26 avril 1994

## Population

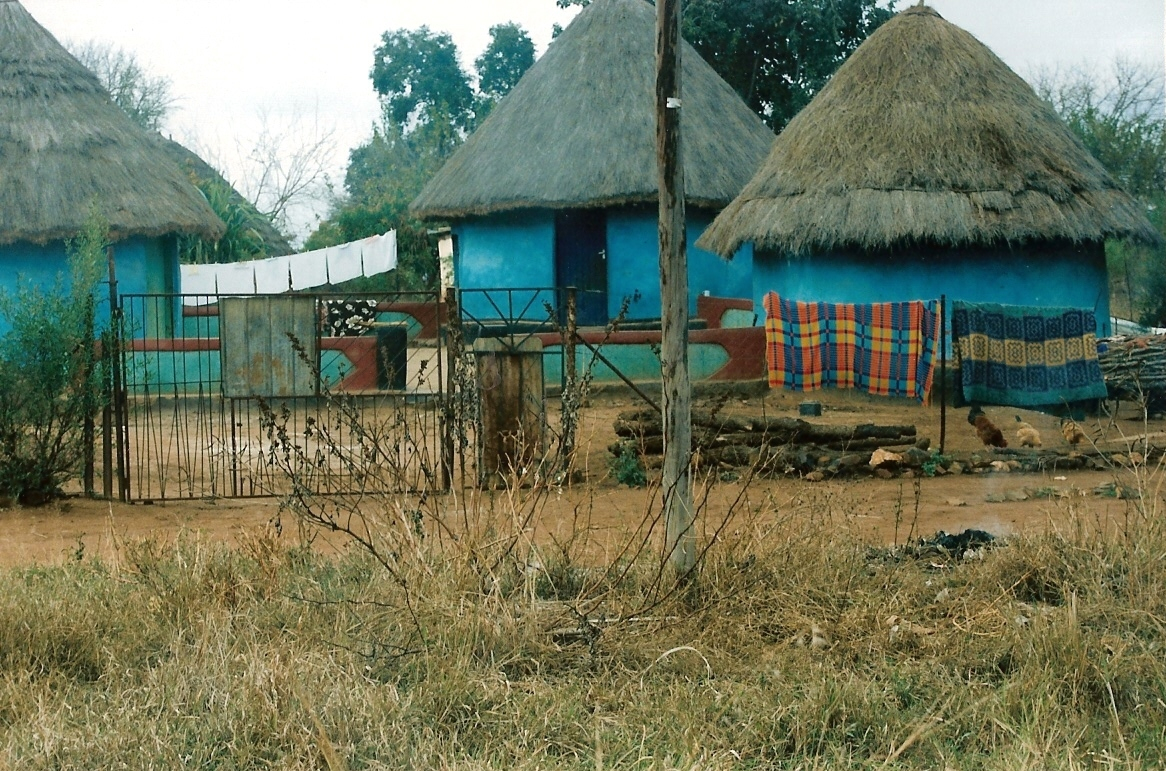
Cases venda.

Le Venda avait été créé pour accueillir les populations noires de l'ethnie Venda.
En 1978, il y avait 357 919 Vendas en Afrique du Sud dont 239 331 dans le Venda (66,9 %), 11 901 dans les autres bantoustans (3,3 %) et 106 684 dans les zones blanches (29,8 %).
En 1990, le recensement faisait état d'une population de 718 207 personnes.
Les langues les plus parlées étaient le venda et l'afrikaans.

## Culture

### Drapeau
Le drapeau du Venda est défini dans la section deux du Venda Flag Act de 1973 et dans le paragraphe trois du Republic of Venda Constitution Act de 1979. La disposition a été inspirée par le drapeau du Transvaal. Le drapeau était peu utilisé est il était plus considéré comme officieux bien que légal et reconnu.
Le brun représente la couleur de la terre et le culte des ancêtres, le jaune et le vert représentent l'agriculture et la végétation et le bleu représente le ciel et la pluie. La lettre « V » fait référence au peuple Venda. Le brun pouvait prendre plusieurs teintes allant jusqu'au noir.

### Philatélie
Au cours de son existence, le Venda a émis 276 timbres poste et douze blocs-feuillets avec la légende Venḓa.